# Piero Ruggeri
Piero Ruggeri (Torino, 27 aprile 1930 – Avigliana, 14 maggio 2009) è stato un pittore italiano.

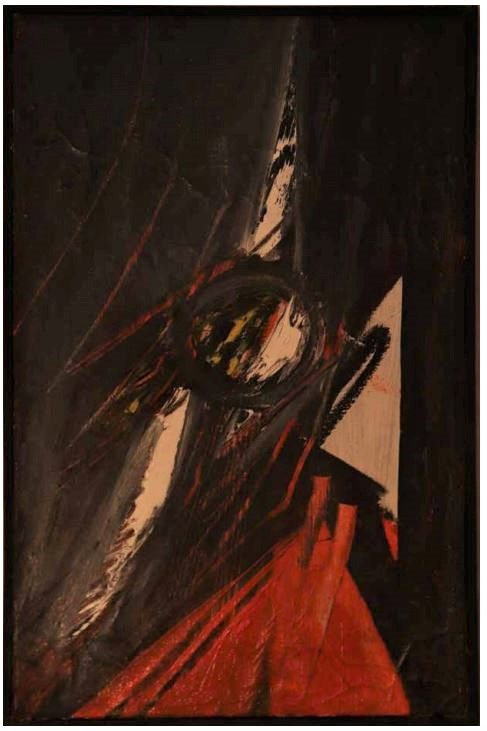
Piero Ruggeri - Figura rossa e nera 1967-68 - Parma, collezione privata

È stato uno dei principali esponenti della pittura informale italiana.

## Biografia
Conseguita la maturità classica a Torino, frequentò l'Accademia Albertina di belle arti, diplomandosi nel 1956. 
Prese parte più volte alle esposizioni della Biennale di Venezia, nel 1956, 1958, 1962 (sala personale) e 1978. Partecipò anche alla Biennale di San Paolo del Brasile nel 1961 e 1963, e varie volte alla Quadriennale di Roma (1960, 1973, 1999).  
Nel 1960 espose alla Biennale internazionale dei giovani artisti al Musée d'Art Moderne di Parigi.
Insegnante di figura al liceo artistico Renato Cottini di Torino dal 1963 al 1985, fu membro dell'Accademia nazionale di San Luca dal 1995 alla morte.

## Principali mostre
- 1968: New York - Guggenheim Museum
- 1984: Ferrara - Palazzo Diamanti
- 1985: Monza - Villa Reale
- 1986: Torino - Circolo degli Artisti
- 1993: Aqui Terme - Liceo Saracco
- 1993: Cesena - Pinacoteca Comunale di Cesena
- 1993: Mantova - Casa del Mantegna
- 1998: Torino - Palazzo Bricherasio
- 2000: Conegliano Veneto - Palazzo Sarcinelli
- 2008: Reggio nell'Emilia - Palazzo Becchi-Magnani